# Boromo
Boromo é uma cidade burquinense, capital da província de Balé. Em 2012, sua população era estimada em 12 498 habitantes.